# Griefer
Un griefer est un joueur qui, dans un jeu vidéo multijoueur, irrite volontairement et harcèle les autres joueurs. Ce comportement est également appelé: anti-joueurs, ou contre-joueurs.
Un griefer est un joueur qui fait des choses dans un jeu vidéo dans le but de provoquer délibérément l'agacement des autres joueurs, soit pour son propre plaisir ou pour toute autre raison. Ces joueurs sont d'une nuisance particulière dans les communautés de jeux en ligne, car ils ne peuvent souvent pas être dissuadés par des sanctions. Le terme est apparu dans les années 1990, quand s'est accrue la popularité des jeux en ligne. 

## Comportement
Le comportement d'un griefer diffère d'un jeu à l'autre. Les actions courantes incluent :
- Tir ami intentionnel
- Destruction d'une construction d'un autre joueur, notamment sur Minecraft ou Terraria
- Utilisation de hacks ou programmes tiers
- Fausses accusations
- Insultes verbales ou écrites
- Exploit
- Le vol de frag
- Envoi de Spam
- Ne pas respecter le roleplay
- Se comporter dans le seul but d'irriter, bouleverser, ou harceler un autre joueur
- Jouer de manière à porter préjudice à sa propre équipe (gaspiller des éléments clés du jeu, se faire tuer délibérément pour faire gagner l'autre équipe, etc.)
- Tuer volontairement les autres joueurs pour aucune raison valable.

La romancière Alice Zeniter évoque « les griefers qui pullulaient sur les jeux vidéo en ligne pour le plaisir de pourrir les parties à plusieurs, détournaient les jeux pour leur satisfaction sadique, ciblaient par exemple un ou plusieurs adversaires et les tuaient à répétition, les tuaient si continûment que leurs victimes ne pouvaient pas revenir en ligne, mouraient au moment même de renaître et devenaient folles au-dessus de leur clavier ».

## Réponse de l'industrie
Beaucoup de jeux en ligne reposant sur les abonnements des joueurs s'opposent activement aux griefer, puisque ce comportement peut nuire à leur business model. Il est d'usage pour les développeurs de développer des mises à jour au niveau des serveurs ainsi que des patchs pour contrecarrer les méthodes des griefer. Certains utilisent une approche crowdsourcing, où les joueurs peuvent signaler les comportements anti-joueurs. 
Près de 25 % des appels du support client des sociétés de jeux en ligne traitent spécifiquement des cas de griefer.
Le jeu Second Life bannit  les joueurs pour 
harcèlement, agressions, création d'objets scriptés qui ciblent un autre utilisateur et entravant la jouissance de Second Life dans ses normes communautaires.
Le jeu Eve Online a intégré les activités généralement considérées comme étant de l'anti-jeu dans le mécanisme du gameplay. L'espionnage d'entreprise, le vol, escroqueries, font tous partie de l'expérience de jeu.
D'autres jeux utilisent un système visuel afin d'avertir les joueurs de la présence de griefers potentiels, World of Warships par exemple, signale les team killers (tueurs d'équipe) avec des icônes roses au lieu de vertes.